# Ongart Pamonprasert
Ongart Pamonprasert (thailändisch องอาจ ภมรประเสริฐ; * 12. Juni 1994 in Ubon Ratchathani), auch als Dom (thailändisch โดม) bekannt, ist ein thailändischer Fußballspieler.

## Karriere
Ongart Pamonprasert erlernte das Fußballspielen in der Jugendmannschaft von Bangkok Glass. Hier unterschrieb er 2012 auch seinen ersten Profivertrag. Der Verein aus Pathum Thani spielte in der ersten Liga des Landes, der Thai Premier League. 2014 gewann er mit dem Verein den FA Cup. Im Endspiel besiegte man den Erstligisten Chonburi FC mit 1:0. Für Bangkok Glass bestritt er 21 Erstligaspiele. 2017 wechselte er zum Erstligaabsteiger Army United. Mit dem Verein aus der thailändischen Hauptstadt Bangkok spielte er in der zweiten Liga, der Thai League 2. Ende 2018 beendete er seine Karriere als Fußballspieler.

## Erfolge
Bangkok Glass
- FA Cup: 2014